# جانی پیتکن
جانی پیتکن (انگلیسی: Joni Pitkänen؛ زادهٔ ۱۹ سپتامبر ۱۹۸۳) بازیکن هاکی روی یخ اهل فنلاند است.
از باشگاه‌هایی که در آن بازی کرده‌است می‌توان به فیلادلفیا فلایرز، کارولینا هوریکانز، و ادمونتون اویلرز اشاره کرد.